# Matias Barbosa
Matias Barbosa est une municipalité brésilienne de l'État du Minas Gerais et la microrégion de Juiz de Fora.